# Red Bull RB16
La Red Bull RB16 è la 16ª vettura di Formula 1 realizzata della scuderia Red Bull Racing per prendere parte al campionato mondiale di Formula 1 2020. Questa è la seconda vettura della scuderia austriaca a montare la Power Unit Honda.
La monoposto è stata presentata il 12 febbraio 2020.

## Livrea
La nuova Red Bull è stata presentata il 12 febbraio. La livrea ufficiale è uguale a quella dell’anno precedente, caratterizzata dal logo del nuovo fornitore Honda, sul musetto e sul cofano motore, e dalla presenza del title sponsor Aston Martin, presente sulle monoposto dal 2018.

## Caratteristiche
La prima cosa che attira l'attenzione è che al muso è stata data una forma sporgente, che aiuta a rispettare le normative tecniche. Quest'ultima è ancora aperta nella parte iniziale.
Si tratta di una soluzione che Red Bull ha utilizzato per diverse stagioni per eliminare ostacoli aerodinamici dannosi nella parte anteriore della sporgenza e aprire una zona di passaggio più ampia per l'aria che passa attraverso il musetto. Ma sulla monoposto, il team tecnico guidato da Adrian Newey ha spinto questa soluzione all'estremo e ha anche creato due stomi nella parte superiore per aumentare ulteriormente il flusso d'aria diretto nella parte inferiore del musetto della vettura.

## Carriera agonistica

### Test
I piloti chiamati a guidare la vettura durante le sei differenti giornate di test sono i due piloti titolari per la stagione, Max Verstappen e Alexander Albon. Nella prima giornata il pilota olandese si posiziona al quarto posto, dietro le due Mercedes e la Racing Point di Sergio Pérez. Durante la seconda giornata, Albon conferma la medesima posizione. La terza ed ultima giornata della prima sessione di test vede i due piloti alternarsi alla guida della monoposto, con Verstappen in ottava ed il thailandese in decima posizione. La seconda sessione inizia con Verstappen al secondo posto a circa quattro decimi dal primo classificato, mentre Albon al sesto posto con un tempo di 1'17"550 fatto segnare con gomme dure C2. Il giorno successivo i piloti si concentrano sulla gomma a mescola C2, con il miglior tempo che viene fatto segnare da Verstappen in 1'17"738, che gli vale la sesta posizione. L'ultima giornata si conclude con l'olandese in seconda posizione a soli settantatré millesimi di secondo con una mescola di svantaggio dal miglior tempo di Bottas, mentre Albon conclude quattordicesimo ed ultimo.

### Stagione
La stagione si apre con Max Verstappen e Alexander Albon che si qualificano secondo e quarto al Gran Premio d'Austria. Sono però entrambi costretti al ritiro da problemi elettronici. In Stiria arrivano terzo e quarto dietro alle due Mercedes. In Ungheria Verstappen risale dalla 7ª posizione in griglia alla seconda finale, mentre Albon parte 13º e arriva quinto. Anche in Gran Bretagna Albon fatica in qualifica, rimanendo escluso dalla Q3. In gara arriva ottavo, con Verstappen che ottiene il terzo podio consecutivo.
Nel Gran Premio del 70º anniversario Verstappen, partito 4º, coglie la sua nona vittoria in carriera grazie anche ad una buona strategia, battendo le Mercedes. Nel frattempo Albon ottiene un altro quinto posto. In Spagna Verstappen conquista un altro podio, con Albon ottavo sotto la bandiera a scacchi. Nel successivo Gran Premio del Belgio il thailandese arriva sesto, mentre Verstappen conclude la sesta gara consecutiva a podio. Un problema al motore, tuttavia, costringe l'olandese al ritiro nel Gran Premio d'Italia, facendogli perdere il secondo posto in classifica su Valtteri Bottas. Nemmeno Albon disputa una buona gara, concludendo appena quindicesimo.
Il pilota anglo-thailandese si riscatta nella seguente gara al Mugello; dopo essersi qualificato quarto, sorpassa Daniel Ricciardo a pochi giri dalla fine ottenendo il suo primo podio in carriera, mentre Verstappen si ritira per un contatto con Kimi Räikkönen. Verstappen arriva secondo nel Gran Premio di Russia, Albon, invece, non va oltre la decima posizione. In Germania è solo Verstappen a far segnare punti, secondo, con Albon ritirato per problemi tecnici. Quest'ultimo è autore di una prestazione negativa arrivando dodicesimo in Portogallo, gara in cui Verstappen ottiene il suo 40º podio in Formula 1. Il Gran Premio dell'Emilia Romagna vede Verstappen ancora ritirato, stavolta per una foratura; Albon, quinto fino a pochi giri dal termine, va in testacoda uscendo dalla zona punti.
In Turchia, in condizioni variabili, Verstappen e Albon tagliano in traguardo in sesta e settima posizione, in particolare, questa è la peggior posizione al traguardo in stagione per l'olandese. Nel Gran Premio del Bahrein, grazie al ritiro di Sergio Pérez mentre si trova terzo, la Red Bull ottiene un doppio podio che mancava dal Gran Premio del Giappone 2017, con Verstappen secondo e Albon terzo. La settimana seguente nel Gran Premio di Sakhir Verstappen si ritira al primo giro per una collisione con Leclerc e Pérez, mentre Albon rimonta dal 12º al sesto posto. La stagione si conclude ad Abu Dhabi sul circuito di Yas Marina: qui Verstappen riesce per la prima volta in stagione a centrare la pole position. Resterà in testa alla gara per tutti i giri, ottenendo la seconda vittoria stagionale. Anche Albon, 4º, conclude una delle sue migliori gare, riuscendo per la prima volta a tenere il passo di Hamilton e Bottas.
La Red Bull chiude il mondiale seconda con 319 punti, guadagnando una posizione rispetto al 2019; tuttavia ciò è dovuto più al calo prestazionale della Ferrari che ad un effettivo progresso del team austriaco. Il divario con la Mercedes campione, eccetto l'ultima gara, è stato molto ampio durante la stagione. In classifica piloti Verstappen conclude, con 214 punti (a sole nove lunghezze dal secondo pilota Mercedes), sul gradino più basso del podio, eguagliando il suo miglior risultato dell'anno precedente. Albon termina invece settimo a pari punti (105) con Carlos Sainz Jr., da cui viene preceduto a causa di peggiori piazzamenti.

## Piloti
| Piloti ufficiali       | Piloti ufficiali    | Piloti ufficiali    |
| Nazione                | Nome                | Numero              |
| ---------------------- | ------------------- | ------------------- |
| Paesi Bassi (bandiera) | Max Verstappen      | 33                  |
| Thailandia (bandiera)  | Alexander Albon     | 23                  |
| Piloti di riserva      |                     |                     |
| Nazione                | Nome                | Numero              |
| Svizzera (bandiera)    | Sébastien Buemi     | 24                  |
| Brasile (bandiera)     | Sérgio Sette Câmara | Sérgio Sette Câmara |
| Estonia (bandiera)     | Jüri Vips           | 25                  |

## Risultati in Formula 1
| Anno | Team            | Motore | Gomme | Piloti     |     |   |   |   |   |   |   |     |     |    |     |    |     |   |   |     |   | Punti | Pos. |
| ---- | --------------- | ------ | ----- | ---------- | --- | - | - | - | - | - | - | --- | --- | -- | --- | -- | --- | - | - | --- | - | ----- | ---- |
| 2020 | Red Bull Racing | Honda  | P     | Verstappen | Rit | 3 | 2 | 2 | 1 | 2 | 3 | Rit | Rit | 2  | 2   | 3  | Rit | 6 | 2 | Rit | 1 | 319   | 2º   |
| 2020 | Red Bull Racing | Honda  | P     | Albon      | 13  | 4 | 5 | 8 | 5 | 8 | 6 | 15  | 3   | 10 | Rit | 12 | 15  | 7 | 3 | 6   | 4 | 319   | 2º   |

| Legenda | 1º posto     | 2º posto | 3º posto    | A punti         | Senza punti/Non class.  | Grassetto – Pole position Corsivo – Giro più veloce |
| Legenda | Squalificato | Ritirato | Non partito | Non qualificato | Solo prove/Terzo pilota | Grassetto – Pole position Corsivo – Giro più veloce |